# Lotta Engberg
Anna Charlotte "Lotta" Engberg, född Pedersen den 5 mars 1963 i Överkalix i Norrbottens län, är en svensk sångerska, sångpedagog och programledare i TV. Hon fick sitt stora genombrott med låten Fyra Bugg & en Coca Cola, som hon även vann Melodifestivalen 1987 med, samt slutade tolva med i Eurovision Song Contest samma år men med en omarbetad text och titeln Boogaloo.
Lotta Engberg har turnerat i hela Norden med olika dansband. Hon har även varit programledare i TV. I början av sin karriär var hon ofta körflicka åt andra artister och grupper. Så skedde när hon körade bakom Herreys för Sverige i Eurovision Song Contest 1984 och under deras sommarturné 1984. Hon körade även bakom Kikki Danielsson och för Bobbysocks 1985–1986, bland annat då de tävlade för Norge i finalen av Eurovision Song Contest 1985.
Åren 2004–2023 ledde Engberg sommarprogrammet Lotta på Liseberg. Lotta Engberg var nominerad till "Årets kvinnliga programledare" i Kristallen 2010 och slutade då på andra plats, bakom Anne Lundberg.

## Biografi

### Uppväxt, studier och TV-debut
Lotta Engberg föddes i Överkalix men familjen flyttade redan när hon var ett halvår till Lycksele. 1968 flyttade familjen till Pajala. I sexårspresent fick Lotta Engberg ett piano av sin farfar som var prost i Nederkalix församling, och intresset för musik tog fart, en händelse hon även sjungit om under Kikki, Bettan & Lotta-åren. 1975, då Engberg gick i sjätte klass, flyttade familjen till Laxå i Närke. Efter grundskolan började hon på gymnasieskolans musiklinje på Sundstagymnasiet i Karlstad där hon studerade åren 1979–1982. Åren 1982–1986 studerade hon klassiskt piano som huvudinstrument vid Musikaliska Akademien i Stockholm, och var under denna tid ofta anlitad som körsångerska vid skivinspelningar och i TV. Under studietiden arbetade hon extra som kock och kantor samt medverkade även i revyer och musikaler.
Under sitt flicknamn Lotta Pedersen gjorde hon som 17-åring, medlem i a cappellagruppen Trioala, debut i "Nygammalt" i Sveriges Television 1980, och senare fick hon en permanent plats i TV-programmets kör.

### Melodifestivalen och dansband
Lotta Engberg deltog som Lotta Pedersen i den svenska Melodifestivalen första gången (av totalt sju gånger) i 1984 års tävling tillsammans med Göran Folkestad. De framförde bidraget "Sankta Cecilia", som hamnade på andra plats efter Herreys som vann med "Diggi loo diggi ley". Lotta Pedersen gifte sig 1985 med den svenske saxofonisten Anders Engberg, och bytte då namn till Lotta Engberg. 1984 medverkade hon även på samlingen Rysk roulett - olika artister mot narkotika i sången "Familjesamtal".
Till Melodifestivalen 1985 skickades sången "En helt ny dag" in åt henne, men den togs inte ut. Dock kom den med på samlingen Schlager '85.
Den 21 februari 1987 framförde Lotta Engberg bidraget "Fyra Bugg & en Coca Cola", som vann den svenska Melodifestivalen 1987. Egentligen var låten skriven för pojkbandet The Pinks, men bandmedlemmarna var 10–14 år och ansågs vara för unga för tävlingen. Istället fick höggravida Lotta Engberg chansen. Eftersom hon brukade köra hade hon redan spelat in en demo med låten. Hon födde en dotter den 20 april samma år och representerade Sverige tre veckor senare i Eurovision Song Contest den 9 maj 1987. På grund av reglerna i ESC ändrade låtskrivarna titeln till Boogaloo och även textraden med varumärken inför den internationella finalen. Detta var Lotta Engbergs tredje deltagande i Eurovision Song Contest i och med att hon även deltog i bakgrundskören 1984 då bröderna Herreys vann med "Diggi loo diggi ley", samt på Bobbysocks bidrag "La det swinge" 1985, men det var första gången hon deltog som soloartist eller medlem av grupp. Detta calypsoinfluerade bidrag innehöll även en bakgrundskör, som bestod av Imre Daum, Klas Anderhell, Karin af Malmberg, Ralf Peeker och Åsa Wendt. Den 13 april 1987 kom hennes debutalbum "Fyra Bugg & en Coca Cola". Efter tävlingen återgick Engberg till att sjunga originalversionen. Det var hennes stora genombrott i karriären.
Den 27 februari 1988 var det dags igen för Lotta Engberg att medverka i Melodifestivalen, med sången "100%", som hon sjöng tillsammans med Triple & Touch. Bidraget slutade på tredje plats, efter bland annat vinnarmelodin "Stad i ljus" av Tommy Körberg. Lotta Engberg var gravid även detta år, men inte riktigt lika långt gången.
Lotta Engberg bildade 1989 tillsammans med sin dåvarande make Anders Engberg dansbandet Lotta & Anders Engbergs orkester, som hade stora framgångar och flera hitlåtar. Lotta Engberg var bandets sångerska, och Anders Engberg spelade saxofon.
Den 9 mars 1990 deltog Lotta Engberg i Melodifestivalen för fjärde gången, denna gång med bidraget "En gång till", som slutade på åttonde plats. Samma år medverkade hon tillsammans med dansbandet Berth Idoffs i filmen Black Jack (1990), där de framförde balladlåten "Lycka för mej".
1993 fick Lotta & Anders Engbergs orkester en Grammis för "årets dansband".
Efter att hon skilt sig från maken 1991 startade hon 1994 ett eget dansband med namnet "Lotta Engbergs orkester", vilket senare kortades ner till enbart "Lotta Engbergs". Anders Engberg startade också ett eget dansband, Anders Engbergs. Musiken i Lotta Engbergs orkester blev, jämfört med Lotta & Anders Engbergs orkester, allt mer ballad- och visorienterad.
Lotta Engberg deltog i Melodifestivalen igen i 1996 års tävling. Hon framförde bidraget "Juliette & Jonathan" med antirasistisk text , som hamnade på tredje plats medan bidraget "Den vilda", framfört av popgruppen One More Time, representerade Sverige vid Eurovision Song Contest 1996 i Norge, där det slutade på tredje plats. "Juliette & Jonathan" vann däremot OGAE Second Chance Contest 1996.
I november år 2000 samlades Kikki Danielsson, Elisabeth Andreassen och Lotta Engberg. Tillsammans kallade de sig Kikki, Bettan & Lotta, och i Melodifestivalen 2002 framförde de bidraget "Vem e' de' du vill ha" i Falun. Bidraget gick vidare till finalen i Globen i Stockholm, där det slutade på tredje plats.
Lotta Engbergs första egna krogshow var en julshow och sattes upp 2001 på Kajskjul 8 i Göteborg.
Den 14 juli 2002 vann Lotta Engberg Guldklaven i kategorin "Årets sångerska"; därefter meddelades att hon lämnade "dansbandssvängen", och dansbandet Lotta Engbergs upplöstes .
Lotta Engberg har även deltagit i andra musik- och sångtävlingar förutom Melodifestivalen. Bland annat kom den naturromantiska sången "Tusen vackra bilder" av Lotta & Anders Engbergs orkester på andra plats i den svenska veckotidningen Hänt i Veckans meloditävling 1991. 1998 vann hon samma tävling med låten "Åh, vad jag älskade dig just då". 1997 vann hon också Se & Hörs meloditävling med den senare sången.
Den 22 mars 2006 släpptes samlingsalbumet Världens bästa Lotta, som sammanfattade stora delar av hennes musikaliska karriär.
Den 14 december 2009 framförde Lotta Engberg julsånger i TV 4:s Lottas Jul på Liseberg, i samband med hennes julalbum Jul hos mig från samma år, och 2011 började TV4 sända Jul-Lotta på Liseberg.
År 2012 tävlade Lotta Engberg återigen i Melodifestivalen, denna gång tillsammans med Christer Sjögren, där de sjöng "Don't Let Me Down" som dock åkte ur tävlingen under Andra chansen-momentet. Detta följdes av det gemensamma albumet Lotta & Christer.

### TV och allsång

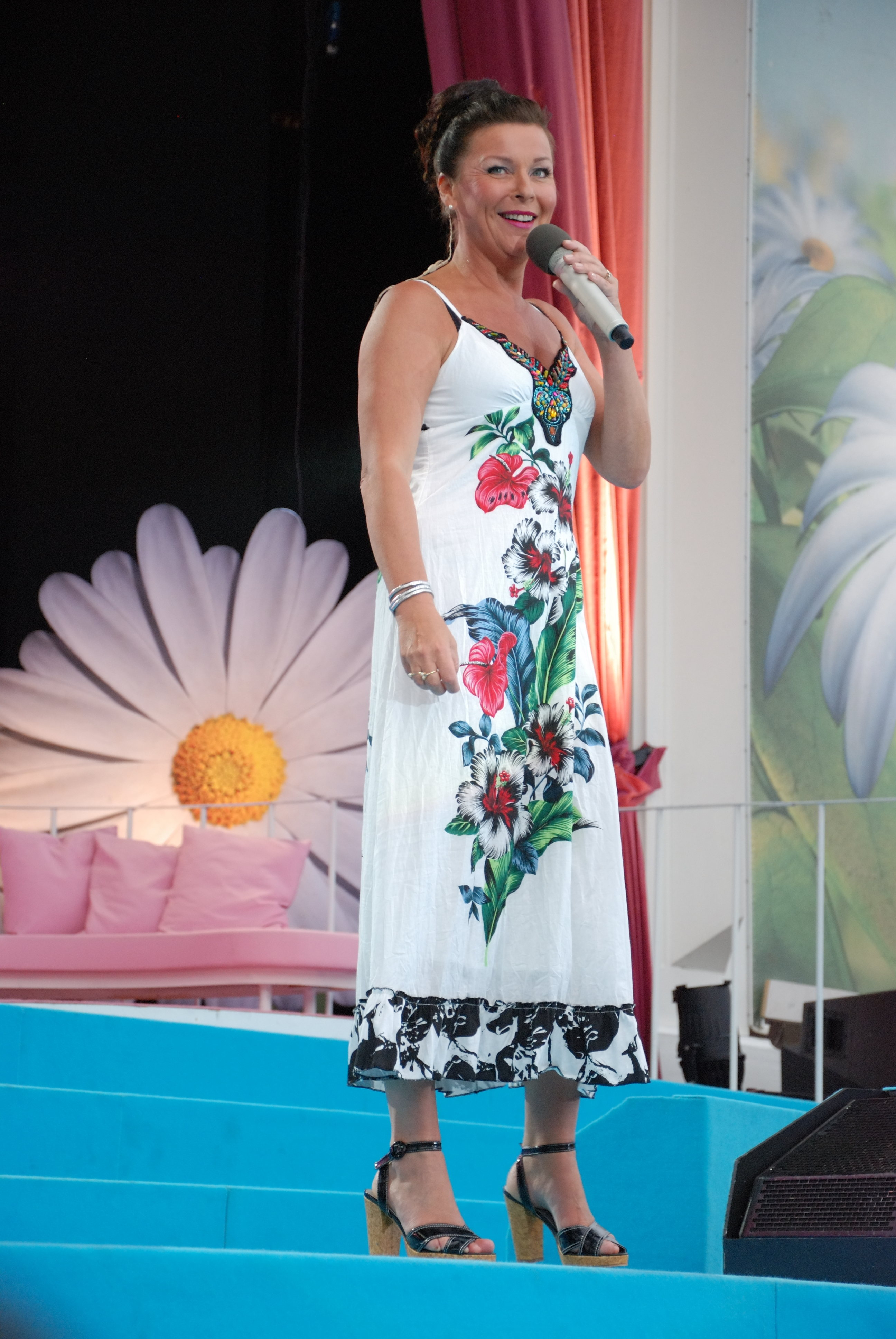
Lotta Engberg leder allsång i Lotta på Liseberg.

Lotta Engberg var, tillsammans med Rickard Olsson, programledare för TV-programmet Söndagsöppet i Sveriges Television från den 24 september år 2000 till första halvan av 2002. Hon var också en av programledarna för Melodifestivalen 2000. Hon har även varit programledare för programmen Barncancergalan, Fem i topp 1997, Pengarna tillbaka i Kanal 5 1998, Kär och galen i TV4 1993–1995 och Bingolotto Plus. Det sistnämnda programmet startade den 15 mars 2003 som en uppvärmning inför det ordinarie Bingolotto. 2005 var hon "rektor" i artistskolan Fame Factory i TV3.
1996 var hon även presentatör för galan "Årets låt" i TV 4, där melodin "Du är för alltid en del utav mej" som framfördes av Henrik Åberg i den svenska Melodifestivalen 1996, vann.
1983 medverkade hon i Parneviks revyparty på Chinateatern i Stockholm, och på samma plats jobbade hon samma år med "Rocky Horror Show". 1999 började hon spela rollfiguren "Grace" i musikalen Annie, där bland andra även Sven-Bertil Taube medverkade.
Den 2 oktober 1999 avbildades Lotta Engberg på ett svenskt frimärke.
Den 7 juli 2003 var hon sommarpratare i SR P1.
Hon arbetade 2004–2005 som musiklärare på Alléskolan i Floda utanför Göteborg.
Varje måndag i juni, juli och augusti 2004–2023 var hon allsångsledare i Lotta på Liseberg i Göteborg. 2003, 2004, 2005, 2006 och 2007 sommarturnerade hon runt i Sverige med populärmusikturnén Diggiloo, vilket hon även gjorde 2008. Under perioden 19 februari–7 maj 2005 reste hon runt i Sverige på turnén Kär men inte helt galen. 2005 spelade hon in vispopalbumet Kvinna & man ihop med Jarl Carlsson.
Vid Andra chansen i Melodifestivalen 2006 var hon gästkommentator och bisittare. Under första halvan av 2007 medverkade Lotta Engberg i Arlövsrevyn med bland andra Sven Melander och Kent Nilsson.
Natten mellan 31 december 2007 och 1 januari 2008 sjöng hon tillsammans med ett band till dans på Rondo, Göteborg för en enda kväll
.
2008 deltog Lotta Engberg som lagledare för '"Team Lotta'" i Körslaget i TV4.
Den 31 augusti 2008 tog Lotta Engberg över som programledare för Bingolotto i TV4 Plus. Vårsäsongen 2011 blev dock hennes sista . Hon gjorde comeback 2017 - 2018 och återkom 2020. 
I SVT-programmet Inför Eurovision Song Contest 2011 var hon en av de fem i åsiktspanelen som förhandsgranskade och tyckte till om samtliga bidrag i Eurovision Song Contest 2011.

### Privatliv
Lotta Engberg var först gift med musikern Anders Engberg åren 1986-1994 och de fick två döttrar tillsammans. Båda döttrarna har medverkat på diverse skivinspelningar.
Engberg gifte sedan om sig med musikern och musikproducenten Patrik Ehlersson den 8 augusti 1999. Makarna skilde sig 2015.  
Lotta Engberg bodde därefter mellan 2015 och 2021 i Olofstorp, men sedan mars 2021 är hon bosatt i Mölnlycke utanför Göteborg tillsammans med läkaren Mikael Sandström.

## Sångstil och produktioner
Flera av Lotta Engbergs låtar är skrivna av låtskrivarparet Wendt–Lundh, bestående av Mikael Wendt och Christer Lundh.
Lotta Engberg blev känd för fartfyllda och klämkäcka sånger, men med Lotta Engbergs orkester lutade musiken något mer åt ballader och vispopsinfluerade dansbandslåtar, som till exempel "Vilken härlig dag", "Blå, blå är himmelen", "Hela världen öppnar sig" och "En liten stund på Jorden".
Lotta Engberg har även spelat in balladen "Känn min längtan", där hon förklarar sin kärlek till den äldsta dottern, som flyttat från Sverige. Melodin är samma som "Let Me Love You" av Brian Hobbs. Då hon den 23 december 2006 sjöng i SVT2  fanns "Känn min längtan" med. Inför Diggiloo 2008 spelade hon tillsammans med Lasse Holm in låten "Det måste gå", som skrevs av Lasse Holm och Ingela "Pling" Forsman och som tog upp den globala uppvärmningen.
Som låtskrivare själv är Lotta Engberg mindre berömd, men hon har varit med och skrivit låten "Om kärleken är sann" på albumet Våra nya vingar av Lotta Engbergs orkester 1994.
Hon besitter absolut gehör, som gör att hon kan ge en bestämd ton utan referens från något instrument eller liknande.

## Solodiskografi

### Soloalbum
| Titel                    | Släppår                                 |
| ------------------------ | --------------------------------------- |
| Fyra Bugg & en Coca Cola | 1987                                    |
| 100%                     | 1988                                    |
| Kvinna & man             | 2005 (tillsammans med Jarl Carlsson)    |
| Jul hos mig              | 2009                                    |
| Lotta & Christer         | 2012 (tillsammans med Christer Sjögren) |
| Lotta på Liseberg        | 2016                                    |

### Samlingsalbum i eget namn
| Titel                                   | Släppår          |
| --------------------------------------- | ---------------- |
| Fyra Bugg & en Coca Cola och andra hits | 2003             |
| Världens bästa Lotta                    | 2006             |
| När du tar mig i din famn               | 2007             |
| Alla lyckliga stunder                   | 2007             |
| Upp till dans                           | 2009 (Expressen) |

### Solosinglar
| Titel                                       | Släppår                                        |
| ------------------------------------------- | ---------------------------------------------- |
| Sankta Cecilia/Du                           | 1984 (A-sidan tillsammans med Göran Folkestad) |
| Fyra Bugg & en Coca Cola/En helt ny dag     | 1987                                           |
| Boogaloo / Boogaloo, dansa rock'n rolla     | 1987                                           |
| 100%/Lång natt mot gryning                  | 1988 (A-sidan tillsammans med"Triple & Touch)  |
| Ringar på vatten/Kan man gifta sig i jeans? | 1988 (A-sidan tillsammans med Haakon Pedersen) |
| Känn min längtan (Let Me Love You)          | 2007                                           |
| Det måste gå                                | 2008 (tillsammans med Lasse Holm)              |

## Sololåtar på Svensktoppen
| Titel                                    | Inträdesår/Utträdesår            |
| ---------------------------------------- | -------------------------------- |
| Fyra Bugg & en Coca Cola                 | 1987                             |
| Världens lyckligaste par                 | 1987 (duett med Lasse Stefanz)   |
| Succéschottis                            | 1987                             |
| 100 %                                    | 1988 (med Triple & Touch)        |
| Kan man gifta sig i jeans?               | 1988                             |
| Ringar på vatten                         | 1988 (duett med Haakon Pedersen) |
| Äntligen december                        | 2009                             |
| Don't Let Me Down (med Christer Sjögren) | 2012                             |

## Teater

### Roller
| År   | Roll          | Produktion                                              | Regi           | Teater       |
| ---- | ------------- | ------------------------------------------------------- | -------------- | ------------ |
| 1983 | Ensemble      | The Rocky Horror Show Richard O'Brien                   | Thotte Dellert | Chinateatern |
| 1999 | Grace Farrell | Annie Charles Strouse, Thomas Meehan och Martin Charnin | Trond Lie      | Göta Lejon   |

## Priser och utmärkelser
- Guldklaven för årets sångerska 2002, även nominerad år 2000 då priset dock gick till Git Persson, Kellys.
- Guldskivor i Sverige och Norge
- Grammis för "Årets dansband" med Lotta & Anders Engbergs orkester 1993
- TV 4:s meloditävling 1997
- Ulla Billquist-stipendiet 1995
- Guldklaven för "Årets sångerska" 2002
- Lasse Dahlquist-stipendiet 2005
- Årets göteborgare 2005
- Lisebergsapplåden 2009
- Göteborgs stads förtjänsttecken 2016
- Spårvagn uppkallad efter Lotta Engberg – 2022[31]